# إدوارد ودروف سايمور
إدوارد ودروف سايمور هو قاضي ومحامي وسياسي أمريكي، ولد في 30 أغسطس 1832 في ليتشفيلد في الولايات المتحدة، وتوفي بنفس المكان في 16 أكتوبر 1892. نشط حزبياً في الحزب الديمقراطي. وقد انتخب عضو مجلس ولاية كونيتيكت ‏ وانتخب عضو مجلس نواب كونيتيكت ‏ وانتخب عضو مجلس النواب الأمريكي.